# 全国農業高等学校長協会
全国農業高等学校長協会（ぜんこくのうぎょうこうとうがっこうちょうきょうかい）は、農業教育に関する調査研究、振興を目的とする団体である。農業関係（畜産・園芸等を含む）の学科を置く高等学校の校長、教育機関の代表者等の団体が加盟している。東京都千代田区九段南4丁目3-3 シルキーハイツ九段南2号館104号室（2012年12月3日より）に本部を置く。地方支部は北海道、東北、関東、北信越、東海、近畿、中国、四国、九州の9か所ある。

## 沿革
本校長協会の設立は、1919年(大正8年)頃までは甲乙両種の農学校長が別々に会議を開いていたものを、1920年(大正9年)、当時の農学校規程の改正により甲乙両種の農学校が合併して会議を開催した。これを機に協会設立の議が起こり、農業学校長協会と称し、規約を定めて設立された。

1. 設立時常務理事
7名が常務理事となった。
2. 事務所開設
昭和5年 東京府立農林学校に開設
昭和6年以降 東京府立園芸学校に移設
3. 変遷
その後、全国農業高等学校長協会は1941年(昭和16年)文部省で開催したのを最後に国内情勢の変遷により本協会そのものが解消の止むなきに至った。
  - 昭和21年8月9日 本協会再結成される。
  - 昭和22年10月22日～24日 東京都立農芸学校において全国農業学校長会議開催。
  - 昭和23年 新制高等学校の発足
  - 昭和23年5月28日 全国高等学校長協会農業部会と称し、事務所を東京都立農芸高等学校内に置く。
  - 昭和24年5月26日 事務所を東京都立農林高等学校内に置く。
  - 昭和27年10月 事務所を東京都立農業高等学校内に置く。
  - 昭和29年5月24日 事務所を東京都立園芸高等学校内に置く。
  - 昭和38年5月28日 事務所を東京都立農業高等学校内に置く。
  - 昭和39年5月30日 事務所を東京都立園芸高等学校内に置く。
  - 昭和43年5月19日 事務所を東京都立農業高等学校内に置く。
  - 昭和44年5月26日 事務所を東京都立農芸高等学校内に置く。
  - 昭和47年6月1日 事務所を東京都立園芸高等学校内に置く。
  - 昭和50年4月1日 事務所を渋谷区宇田川町37-5に移す。
  - 昭和53年5月 全国農業高等学校長協会創立30周年記念事業 30年の歩み発刊
  - 昭和63年9月 全国農業高等学校長協会創立40周年記念事業 40年の歩み発刊
  - 平成6年8月13日 事務所を渋谷区恵比寿一丁目1-7に移す。（日本学校農業クラブ連盟事務所と同居）
  - 平成10年5月25日 創立50周年記念式典挙行
  - 平成10年10月 全国農業高等学校長協会創立50周年記念事業 50年の歩み発刊
  - 平成18年6月5日 事務所を渋谷区円山町2-20に移す。（全国高等学校農場協会1階に入居）
  - 平成19年3月28日 事務所を北区西ケ原一丁目26-3に移す。（財団法人農政調査委員会4階に入居）
  - 平成21年6月23日 事務所を渋谷区千駄ヶ谷五丁目3-6に移す。（日教弘ビル2階に入居）

## 参考資料
- 全国農業高等学校長協会『三十年の歩み : 全国農業高等学校長協会創立30年誌』全国農業高等学校長協会、1978年。 NCID BN11191653。